# Toyota F1
A Panasonic Toyota Racing, más néven Toyota F1 a világ egyik legnagyobb autógyárának, a Toyotának a Formula–1-es csapata volt, 2002-től 2009-ig vettek részt a sportágban. Székhelye Kölnben volt. Bár a Toyota rendelkezett az egyik legnagyobb költségvetéssel a csapatok között, győzelmet nem sikerült szerezniük.

## Története

### A kezdetek (1999–2004)

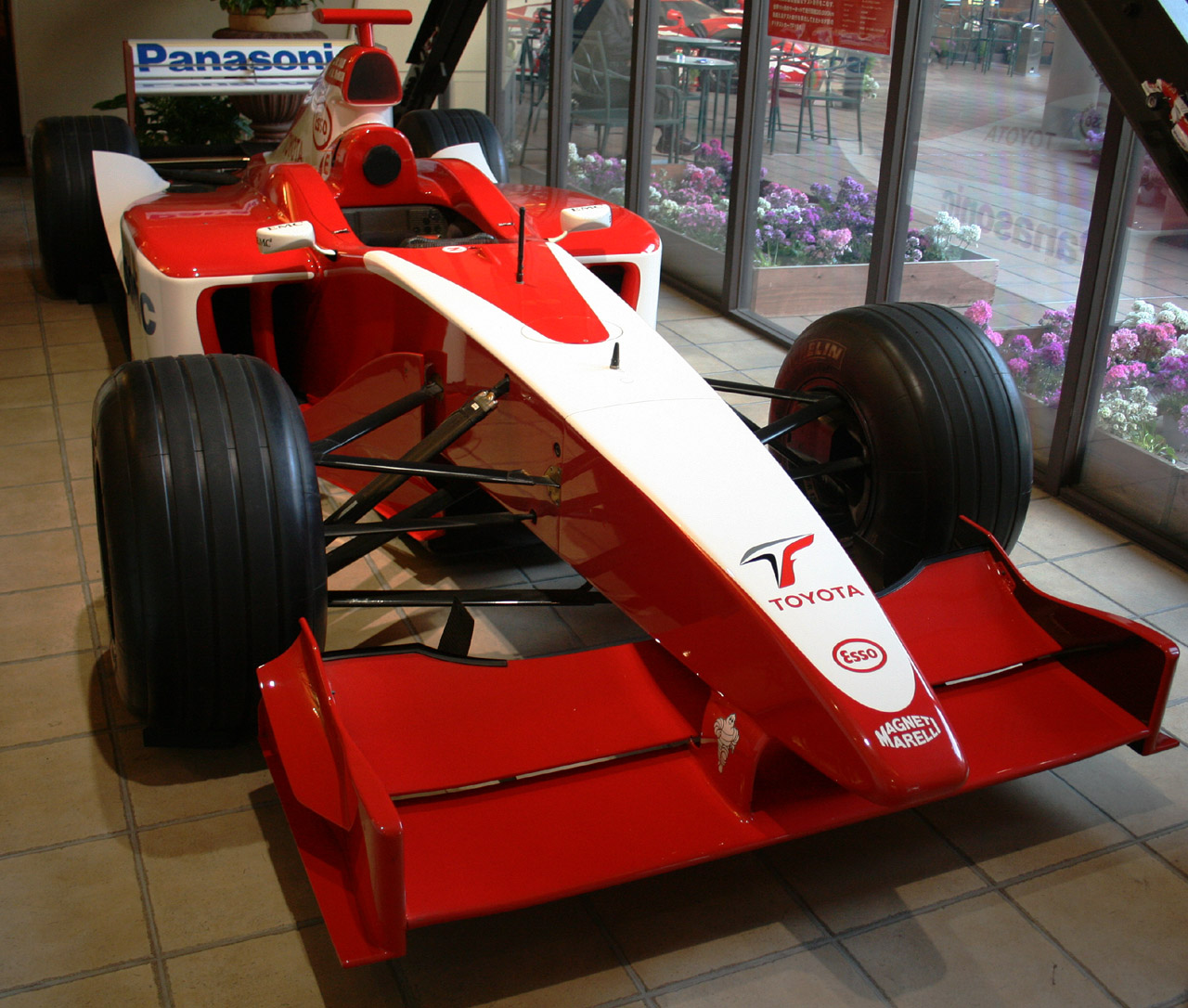
A 2001-es tesztautó, a TF101

1997-ben a Toyota autóversenyzéses programjában elindította sportautóprojektjét, 1998-ban és 1999-ben részt vettek a Le Mans-i 24 órás versenyen, de nyerni nem tudtak. 1999. január 21-én bejelentették, hogy részt kívánnak venni a Formula–1-es bajnokságban. 2000. június 30-án leadta nevezését a 2002-es bajnokságra. Eredetileg 2001-ben debütáltak volna, de debütálásukat elhalasztották a jövő évre, emiatt 11 millió dolláros letétet veszítettek el. A sok csapat által választott Egyesült Királyság helyett székhelyüket a németországi Kölnban alakították ki. 2001-ben a Toyota TF101-es (AM01) prototípust tesztelte 11 F1-es pályán. Ennek során telemetriaadatokat gyűjtöttek, aerodinamikai változtatásokat hajtottak végre az új TF102-eshez, és tapasztalatot szerezhettek a versenyzők: a finn, de japánul is beszélő Mika Salo és az 1999-es Le Mans-i versenyen indult skót Allan McNish.
A 2002-es ausztrál nagydíjon, Melbourne-ben debütált a Toyota a Gustav Brunner által tervezett TF102-vel. A kissé kaotikus versenyen sokan kiestek, Salo 6. lett utolsó pontszerzőként.
A következő maláj nagydíjon is lehetőségük volt a pontszerzésre. McNish egy elrontott boxkiállás miatt pozíciót veszített, 7. lett, így pont nélkül maradt.
A harmadik versenyen, Brazíliában Salo a szezon második, egyben utolsó pontját érte el.

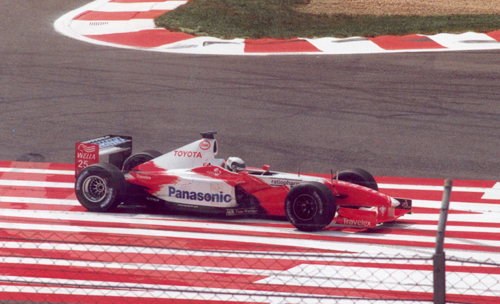
Allan McNish 2002-ben

McNish a szezonzáró japán nagydíj edzésén nagyot balesetezett, emiatt kihagyni kényszerült a versenyt. Az első évben az 500 millió eurós befektetéssel is a csapat csak 2 pontot szerzett Salo jóvoltából.
Rövid idővel a következő évad előtt a Toyota mindkét versenyzőjét leváltotta Cristiano da Matta Champ Car világbajnokra és Olivier Panisra. 2003-ban már sok nagydíjon szereztek pontot (részben az új pontrendszernek köszönhetően), de legjobb helyezésük csak egy 5. pozíció volt Németországban. Kiemelkedő verseny volt a brit nagydíj, amikor mindkét toyotás a biztonsági autó idején állt ki tankolni, így az élre álltak, valamint az amerikai nagydíj, ahol Panis a 3. helyre kvalifikálta magát a rajtrácson. 16 pontot szereztek, de ez is csak a konstruktőri 8. helyre volt elegendő, amivel a Jordant és a Minardit előzték meg.
2004-ben változatlan versenyzőfelállásban kezdték az évet. A kanadai nagydíjon mindkét Toyotát kizárták, mivel illegális alkatrészek voltak az autókon. Németországtól da Mattát Ricardo Zonta helyettesítette Jarno Trulli érkezéséig aki, az utolsó két futamra igazolt át a japán csapathoz a Renault-tól. A szezonzárón Panist Zonta helyettesítette. 9 ponttal ismét a 8. konstruktőri helyezést érték el.
2004-ben a Toyotát ipari kémkedéssel vádolták. A csapat központjában ferraris adatokat találtak, de a Toyota visszautasította, hogy használták volna azokat.

### Sikerek (2005–2006)
2005 a Toyota eddigi legsikeresebb éve volt. Trulli mellé a Ralf Schumachert igazolták le a Williams-BMW-től. A csapat motorokat szállított a Jordannek.
A Toyota jól kezdte az évet: Jarno Trulli a második lett az ausztrál időmérőn, majd a következő két versenyen, Malajziában és Bahreinben szintén második lett.

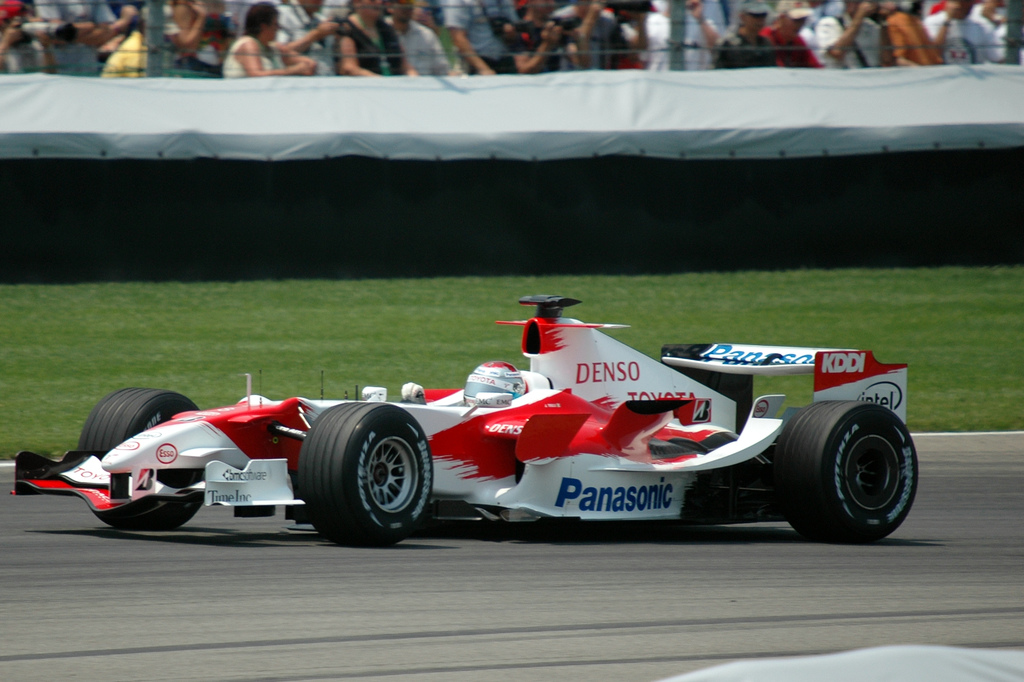
Trulli 2006-ban

Az olasz emellett csak Spanyolországban tudott dobogóra állni, ahol harmadik lett. Schumacher két harmadik helyet szerzett Magyarországon és Kínában, Japánban pedig a pole-ból indult. Trulli is egyszer győzött időmérő edzésen, Indianapolisban, de a botrányos futamon a Michelin gumikkal versenyzők, köztük a Toyota, nem indultak el. (Schumacher a Michelin gumi hibája miatt balesetet szenvedett a pénteki délutáni edzésen a gyors, bedöntött 13-as számú kanyarban, Zonta helyettesítette volna a futamon) Az évadot a Toyota 88 ponttal zárta a negyedik helyen.
2006-ban változatlan versenyzőfelállással indultak, a Michelinről a Bridgestone gumikra tértek át. Ebben az évben a Jordan utódjának, a Midlandnek szállítottak motorokat. A Toyota elsőként, január 14-én mutatta be 2006-os autóját, a TF106-ost. Ralf Schumacher ausztráliai harmadik helye az egyetlen dobogó volt a csapat számára az egész évben. Két 4. helyet gyűjtöttek: Schumacher Franciaországban, Trulli Indianapolisban a 20. helyről indulva, Alonsót megelőzve. Trulli emellett közel állt a dobogóhoz Monacóban, amikor a verseny vége felé motorja tönkrement.
A Toyota hazai versenyén, Japánban, ismét jól szerepeltek az időmérőn, az előző évhez hasonlóan. A 3. és 4. helyről indulva a 6. és 7. helyen értek célba.
35 ponttal hatodikak lettek a konstruktőrök között, egy ponttal lemaradva a BMW Sauber mögött.

### Motorszállítás a Williamsnek (2007–2009)

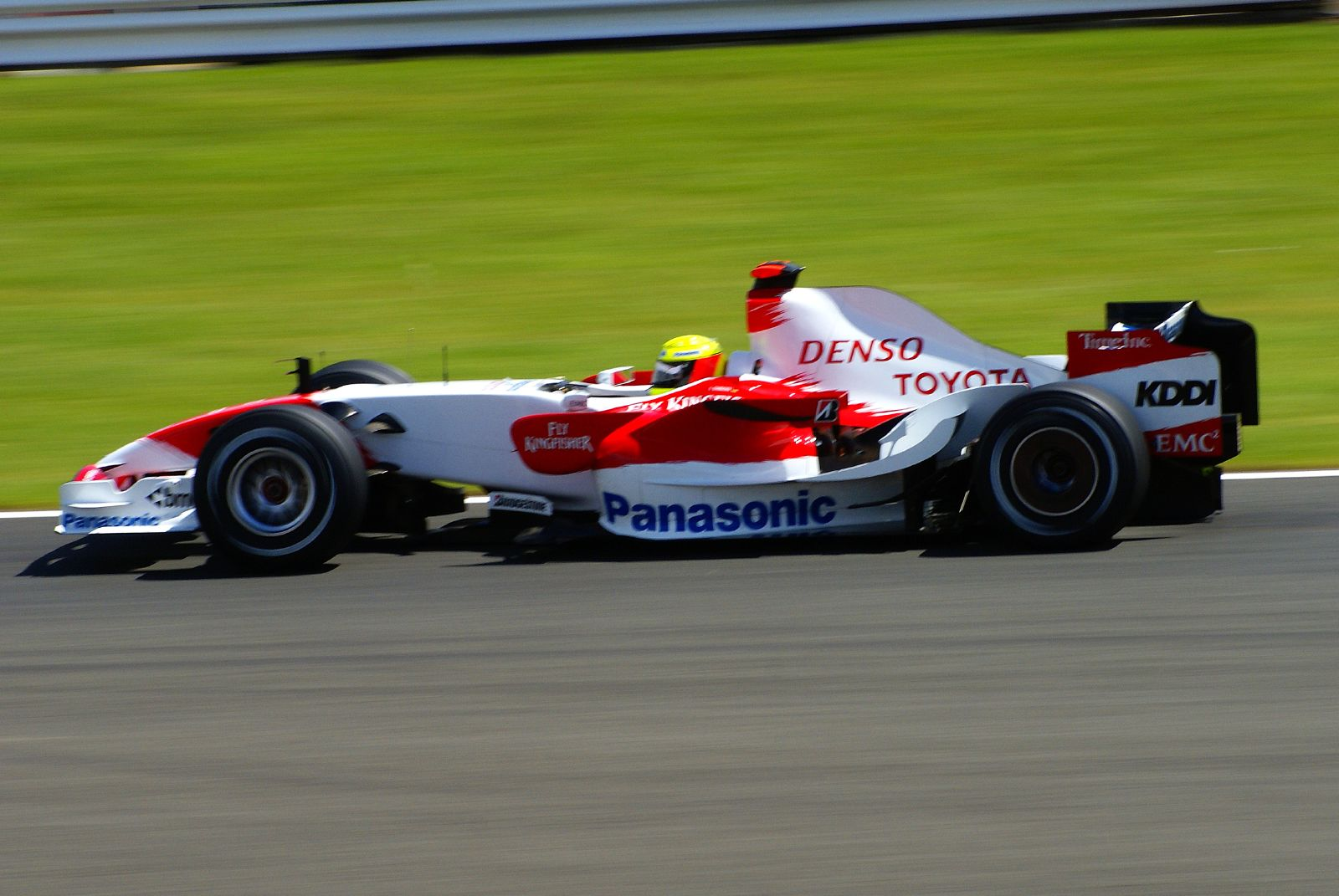
Ralf Schumacher 2007-ben

2007-ben változatlan versenyzőfelállásban indultak, emellett megállapodtak a korábbi világbajnok Williamsszel, hogy a Toyota szállítja a csapat motorjait a korábbi Cosworth helyett. Ez az év jóval rosszabbul sikerült az előző kettőnél, mindössze 13 ponttal hatodikak lettek, a McLaren kizárását követően, dobogós helyezés nélkül. Legjobb helyezésük két 6. hely volt.
Ralf Schumacher az év végén elhagyta a csapatot és visszavonult a Formula–1-ből, akit a német GP2-es világbajnok Timo Glock váltott 2008-ra.
A szezonnyitón Glock baleset, Trulli pedig motorhiba miatt volt kénytelen kiállni. Malajziában Glock ismét kiesett, Trulli pedig 4. lett. A bahreini nagydíjon Glock először ért célba, Trulli egy 6. hellyel ismét pontokat szerzett a csapatnak. Barcelonában Trulli a 8., Glock a 11. helyen ért célba. Utóbbi előrébb is végezhetett volna, de egy előzési kísérlet során összeütközött David Coultharddal, és le kellett cserélni a törött első légterelőjét. A török nagydíjon nem sikerült pontot szerezniük: Trulli a 10., Glock a 13. lett. A konstruktőri világbajnokságban a 6. helyre csúsztak vissza, a Red Bull mögé. A monacói esőben nem ment jól a versenyzés sem Glocknak, sem Trullinak, előbbi 12., utóbbi 13. lett, mindketten körhátrányban. A kanadai nagydíjon mindkét Toyotás jól szerepelt, Hamilton és Räikkönen kiesésének köszönhetően Glock negyedik, Trulli hatodik lett a futamon.

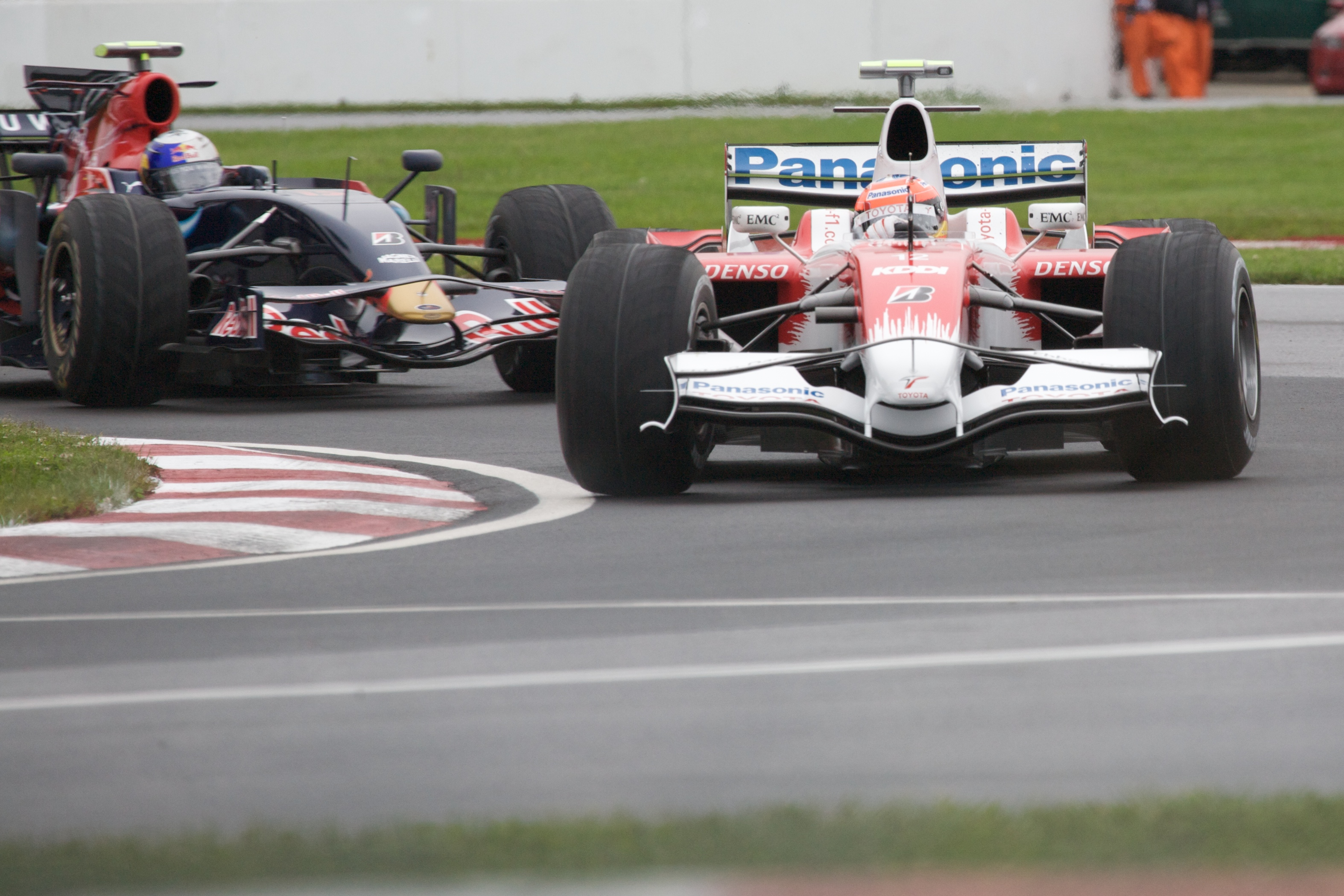
Timo Glock a Toyotával a 2008-as kanadai nagydíjon

A verseny után nem sokkal, június 11-én ralibaleset következtében 70 éves korában elhunyt Ove Andersson, az alapító csapatfőnök. Franciaországban a gyász jeléül az autók orrára fekete csíkot festettek, a versenyzők és a csapat tagjai fekete karszalagot viseltek. Az időmérő edzésen a Toyoták a 4. és a 8. helyet szerezték meg. A versenyen Trulli harmadik lett, Andersonnak ajánlva az évi legjobb eredményét. Glock a 11. helyen fejezte be a versenyt, a csapat egy pontra megközelítette a 4. Red Bullt a konstruktőri világbajnokságban. Silverstoneban az időmérőn Glock 12., Trulli pedig 14. lett. A versenyen Glock maradt a rajtpozíciójában, Trulli viszont feljött a 7. helyre. Németországban Glock dobogóközelben végezhetett volna, de a 36. körben eltörött a felfüggesztése és óriásit bukott. Trulli a 9. helyen ért célba. A magyar nagydíj a csapat egyik legsikeresebb versenye volt a szezonban. Timo Glock az ötödik helyről rajtolva a második lett, első dobogós helyét megszerezve ezzel, Trulli két pontot szerzett. Valenciában ismét jól teljesítettek piros-fehérek, Trulli ötödik, Glock hetedik lett.
Belgiumban Trulli csak a 16. lett váltósérülése után, Glock a verseny végén esőgumikra váltott és a 8. helyre jött fel. A német 25 másodperces büntetést kapott Webber sárgazászlós előzése miatt, így nem szerzett pontot.
Monzában Trulli a 7., Glock a 9. helyről indult, de csak a 11. és 13. helyen értek célba.
Szingapúrban Trulli a 11. helyről indulva váltóhiba miatt kiesett, Glock a 4. lett a 8. helyről rajtolva.
Japánban Glock kiesett technikai probléma miatt, míg Trulli az 5. lett.
A kínai nagydíjon Trulli az első körben Bourdais-val ütközött, Glock 2 pontot szerzett 7. helyével.
A szezonzáró brazil nagydíj végén egyedül a Toyoták maradtak a száraz guminál, amikor hirtelen esni kezdett. Trulli a 2. helyről indult, de Glockkal együtt csak a 6. és 8. helyet tudták megszerezni.
A szezont a csapat 56 ponttal az 5. helyen zárta, ami jelentős javulás volt a 2007-es 13 ponthoz képest.

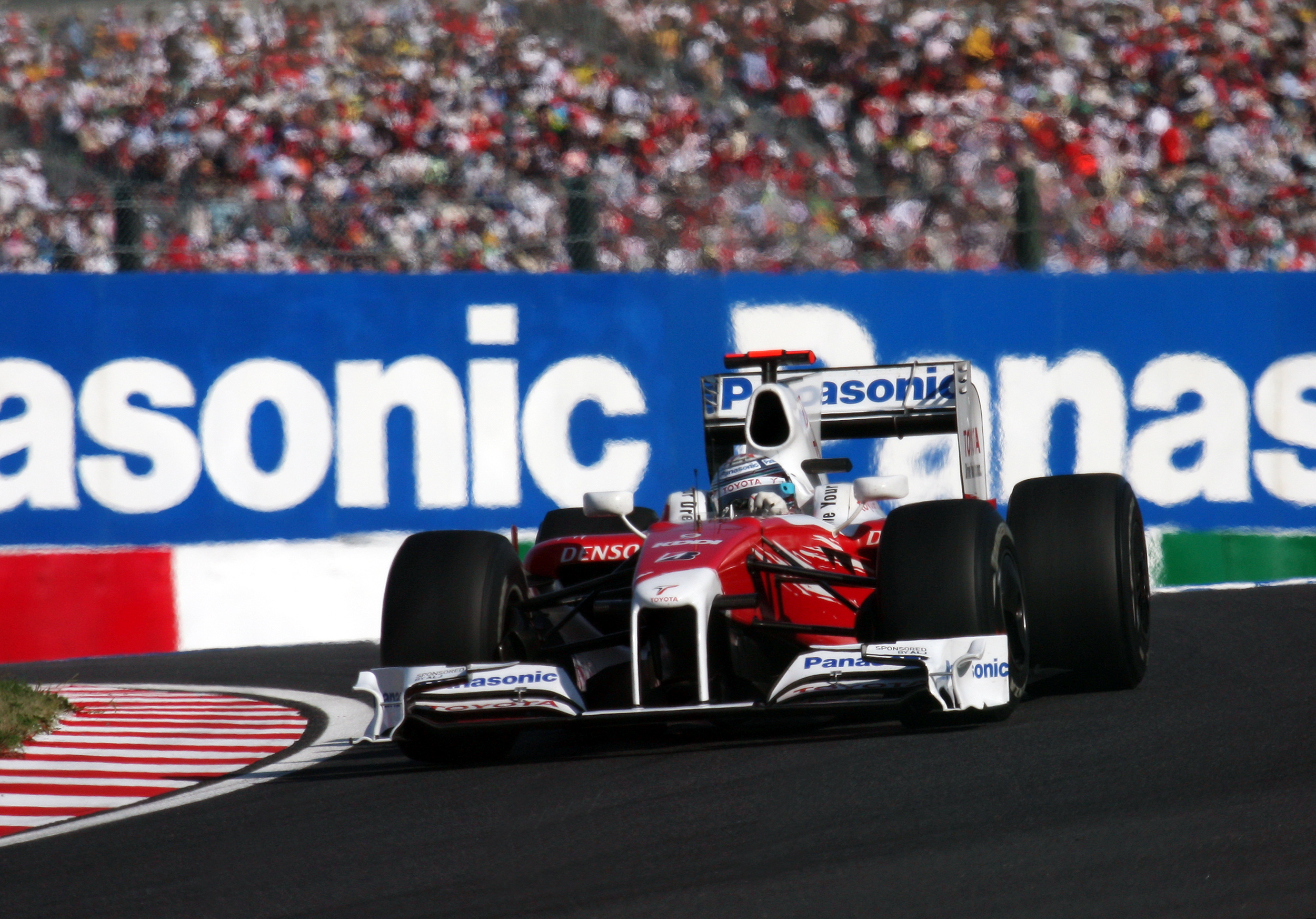
Trulli a 2009-es japán nagydíjon, ahol a csapata utolsó dobogós helyezését szerezte.

A 2009-es évad rendkívül biztatóan indult a csapat számára, autójukba beépítették a duplafedeles diffúzort. Igaz, az első versenyen kizárták őket az időmérőről, mert túlságosan hajlékony hátsó szárnyakat használtak, de a 19. és 20. helyről sikerült feltornászni magukat a 3. és 5. pozícióba. Lewis Hamilton kizárásával azonban Timo Glock még egy hellyel előrébb lépett, így a csapat a Brawn GP mögött a legjobban kezdett. A sikerszéria folytatódott, ugyanis a megszakított malajziai versenyen ismét egy 3. és egy 4. helyet gyűjtöttek. Bahreinben aztán a valaha volt legjobb pozícióból indulhattak, ugyanis Trulli az első, míg Glock a második helyről rajtolhatott. A győzelmet itt sem sikerült megszerezni. A verseny után a Toyota mélyrepülésbe kezdett és a következő 9 futamon összesen 12 pontot tudtak csak gyűjteni. Szingapúrban a csapat újra elkapta a fonalat és Glock második helyével újra felállhattak a dobogóra. Japánban az időmérő edzésen a német versenyző súlyos balesetet szenvedett, és nem is tudta vállalni a versenyt, így csakúgy, mint Massa balesetét követően a rajtrácsra 19 autó állhatott fel. Trulli vigaszdíjként egy újabb második helyet szerzett a csapatnak. A következő két versenyen az olasz csapattársa Kobajasi Kamui volt. Az új Abu Dhabi pályán a japán versenyző a 6., míg Trulli a 7. lett. A verseny után három nappal, november 4-én a Toyota hivatalosan is bejelentette, hogy a gazdasági válság miatt kénytelenek szakítani a sporttal. 8 évnyi győzelem nélküli versenyzés, és az elmúlt években roppant hullámzó teljesítmény jellemezte a csapat Formula–1-es szereplését. A japán gyár kiszállásával 2010-re csak három gyári csapat, a Ferrari, Mercedes GP és a Renault maradt a száguldó cirkuszban.

## Formula–1-es eredménysorozata
(táblázat értelmezése)
| Év   | Kasztni      | Motor      | Gumi | Versenyzők         | 1   | 2   | 3   | 4   | 5   | 6   | 7   | 8   | 9   | 10  | 11  | 12  | 13  | 14  | 15  | 16  | 17  | 18  | 19  | Pont | Helyezés |
| ---- | ------------ | ---------- | ---- | ------------------ | --- | --- | --- | --- | --- | --- | --- | --- | --- | --- | --- | --- | --- | --- | --- | --- | --- | --- | --- | ---- | -------- |
| 2002 | TF102        | Toyota V10 | M    |                    | AUS | MAL | BRA | SMR | ESP | AUT | MON | CAN | EUR | GBR | FRA | GER | HUN | BEL | ITA | USA | JPN |     |     | 2    | 10.      |
| 2002 | TF102        | Toyota V10 | M    | Mika Salo          | 6   | 12  | 6   | Ki  | 9   | 8   | Ki  | Ki  | Ki  | Ki  | Ki  | 9   | 15  | 7   | 11  | 14  | 8   |     |     | 2    | 10.      |
| 2002 | TF102        | Toyota V10 | M    | Allan McNish       | Ki  | 7   | Ki  | Ki  | 8   | 9   | Ki  | Ki  | 14  | Ki  | 11  | Ki  | 14  | 9   | Ki  | 15  | Ni  |     |     | 2    | 10.      |
| 2003 | TF103        | Toyota V10 | M    |                    | AUS | MAL | BRA | SMR | ESP | AUT | MON | CAN | EUR | FRA | GBR | GER | HUN | ITA | USA | JPN |     |     |     | 16   | 8.       |
| 2003 | TF103        | Toyota V10 | M    | Olivier Panis      | Ki  | Ki  | Ki  | 9   | Ki  | Ki  | 13  | 8   | Ki  | 8   | 11  | 5   | Ki  | Ki  | Ki  | 10  |     |     |     | 16   | 8.       |
| 2003 | TF103        | Toyota V10 | M    | Cristiano da Matta | Ki  | 11  | 10  | 12  | 6   | 10  | 9   | 11  | Ki  | 11  | 7   | 6   | 11  | Ki  | 9   | 7   |     |     |     | 16   | 8.       |
| 2004 | TF104 TF104B | Toyota V10 | M    |                    | AUS | MAL | BHR | SMR | ESP | MON | EUR | CAN | USA | FRA | GBR | GER | HUN | BEL | ITA | CHN | JPN | BRA |     | 9    | 8.       |
| 2004 | TF104 TF104B | Toyota V10 | M    | Cristiano da Matta | 12  | 9   | 10  | Ki  | 13  | 6   | Ki  | Kiz | Ki  | 14  | 13  | Ki  |     |     |     |     |     |     |     | 9    | 8.       |
| 2004 | TF104 TF104B | Toyota V10 | M    | Olivier Panis      | 13  | 12  | 9   | 11  | Ki  | 8   | 11  | Kiz | 5   | 15  | Ki  | 14  | 11  | 8   | Ki  | 14  | 14  |     |     | 9    | 8.       |
| 2004 | TF104 TF104B | Toyota V10 | M    | Ricardo Zonta      |     |     |     |     |     |     |     |     |     |     |     |     | Ki  | 10  | 11  | Ki  |     | 13  |     | 9    | 8.       |
| 2004 | TF104 TF104B | Toyota V10 | M    | Jarno Trulli       |     |     |     |     |     |     |     |     |     |     |     |     |     |     |     |     | 11  | 12  |     | 9    | 8.       |
| 2005 | TF105 TF105B | Toyota V10 | M    |                    | AUS | MAL | BHR | SMR | ESP | MON | EUR | CAN | USA | FRA | GBR | GER | HUN | TUR | ITA | BEL | BRA | JPN | CHN | 88   | 4.       |
| 2005 | TF105 TF105B | Toyota V10 | M    | Jarno Trulli       | 9   | 2   | 2   | 5   | 3   | 10  | 8   | Ki  | Ni  | 5   | 9   | 14  | 4   | 6   | 5   | Ki  | 13  | Ki  | 15  | 88   | 4.       |
| 2005 | TF105 TF105B | Toyota V10 | M    | Ralf Schumacher    | 12  | 5   | 4   | 9   | 4   | 6   | Ki  | 6   |     | 7   | 8   | 6   | 3   | 12  | 6   | 7   | 8   | 8   | 3   | 88   | 4.       |
| 2005 | TF105 TF105B | Toyota V10 | M    | Ricardo Zonta      |     |     |     |     |     |     |     |     | Ni  |     |     |     |     |     |     |     |     |     |     | 88   | 4.       |
| 2006 | TF106 TF106B | Toyota V8  | B    |                    | BHR | MAL | AUS | SMR | EUR | ESP | MON | GBR | CAN | USA | FRA | GER | HUN | TUR | ITA | CHN | JPN | BRA |     | 35   | 6.       |
| 2006 | TF106 TF106B | Toyota V8  | B    | Ralf Schumacher    | 14  | 8   | 3   | 9   | Ki  | Ki  | 8   | Ki  | Ki  | Ki  | 4   | 9   | 6   | 7   | 15  | Ki  | 7   | Ki  |     | 35   | 6.       |
| 2006 | TF106 TF106B | Toyota V8  | B    | Jarno Trulli       | 16  | 9   | Ki  | Ki  | 9   | 10  | 17  | 11  | 6   | 4   | Ki  | 7   | 12  | 9   | 7   | Ki  | 6   | Ki  |     | 35   | 6.       |
| 2007 | TF107        | Toyota V8  | B    |                    | AUS | MAL | BHR | ESP | MON | CAN | USA | FRA | GBR | EUR | HUN | TUR | ITA | BEL | JPN | CHN | BRA |     |     | 13   | 6.       |
| 2007 | TF107        | Toyota V8  | B    | Ralf Schumacher    | 8   | 15  | 12  | Ki  | 16  | 8   | Ki  | 10  | Ki  | Ki  | 6   | 12  | 15  | 10  | Ki  | Ki  | 11  |     |     | 13   | 6.       |
| 2007 | TF107        | Toyota V8  | B    | Jarno Trulli       | 9   | 7   | 7   | Ki  | 15  | Ki  | 6   | Ki  | Ki  | 13  | 10  | 16  | 11  | 11  | 13  | 13  | 8   |     |     | 13   | 6.       |
| 2008 | TF108        | Toyota V8  | B    |                    | AUS | MAL | BHR | ESP | TUR | MON | CAN | FRA | GBR | GER | HUN | EUR | BEL | ITA | SIN | JPN | CHN | BRA |     | 56   | 5.       |
| 2008 | TF108        | Toyota V8  | B    | Jarno Trulli       | Ki  | 4   | 6   | 8   | 10  | 13  | 6   | 3   | 7   | 9   | 7   | 5   | 16  | 13  | Ki  | 5   | Ki  | 8   |     | 56   | 5.       |
| 2008 | TF108        | Toyota V8  | B    | Timo Glock         | Ki  | Ki  | 9   | 11  | 13  | 12  | 4   | 11  | 12  | Ki  | 2   | 7   | 9   | 11  | 4   | Ki  | 7   | 6   |     | 56   | 5.       |
| 2009 | TF109        | Toyota V8  | B    |                    | AUS | MAL | CHN | BHR | ESP | MON | TUR | GBR | GER | HUN | EUR | BEL | ITA | SIN | JPN | BRA | UAE |     |     | 59.5 | 5.       |
| 2009 | TF109        | Toyota V8  | B    | Jarno Trulli       | 3   | 4†  | Ki  | 3   | Ki  | 13  | 4   | 7   | 17  | 8   | 13  | Ki  | 14  | 12  | 2   | Ki  | 7   |     |     | 59.5 | 5.       |
| 2009 | TF109        | Toyota V8  | B    | Timo Glock         | 4   | 3†  | 7   | 7   | 10  | 10  | 8   | 9   | 9   | 6   | 14  | 10  | 11  | 2   | Ni  |     |     |     |     | 59.5 | 5.       |
| 2009 | TF109        | Toyota V8  | B    | Kobajasi Kamui     |     |     |     |     |     |     |     |     |     |     |     |     |     |     |     | 9   | 6   |     |     | 59.5 | 5.       |

† Nem teljesítették a verseny 75%-át, ezért a pontok felét kapta meg mindenki.